# Бейзерман, Саул
Сол Бейзерман (англ. Saul Baizerman;1889, Витебск — 1957, Нью-Йорк) — американский скульптор.

## Биография
Родился в Витебске, учился в Академии изобразительных искусств в Одессе. Провёл полтора года в тюрьме в связи с участием в революционном движении.
В США с 1910 года, учился в Нью-Йорке. Приезжал во Францию и Италию. В 1924 году состоялась его выставка в Лондоне. С 1933 года регулярно проводились выставки скульптора в Нью-Йорке. В 1957 году работа Бейзермана была выбрана для американского павильона на Всемирной выставке в Брюсселе. В 1958 году была организована ретроспективная выставка творчества художника в Институте современного искусства в Бостоне.
Основные произведения Бейзермана делятся на две части: бронзовые миниатюры из серии «Город и люди» (англ. The City and the People) и более масштабные работы из кованой меди. Изредка в творчестве Бейзермана представлена библейская тема, ему принадлежит также скульптурный портрет Альберта Эйнштейна.
Его работы есть в Бруклинском музее, Смитсоновском музее американского искусства, Уолкеровском центре искусства в Миннеаполисе и других.